# مرگ آدولف هیتلر

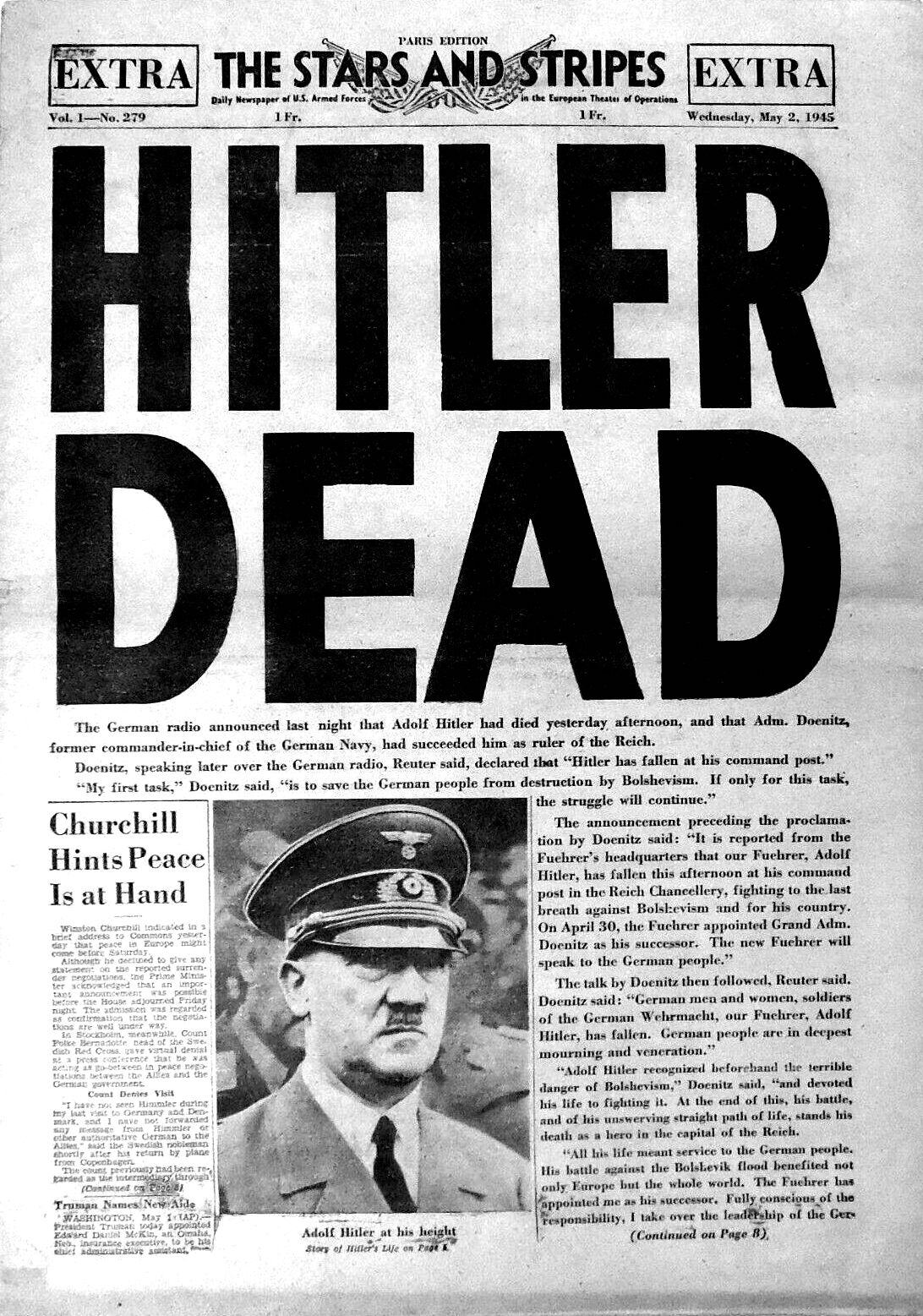
صفحهٔ اول روزنامهٔ استارز اند استرایپس نیروهای مسلح ایالات متحده در ۲ مهٔ ۱۹۴۵

آدولف هیتلر (۱۸۸۹ – ۱۹۴۵) سیاستمدار آلمانی زاده اتریش و رهبر حزب ناسیونال‌سوسیالیست کارگران آلمان بود. وی بین سال‌های ۱۹۳۳ تا ۱۹۴۵، صدراعظم آلمان و از سال ۱۹۳۴ تا سال ۱۹۴۵، پیشوای آلمان نازی بود. مرگ وی پایان رایش سوم و آغاز شکست قطعی آلمان نازی در جنگ جهانی دوم و از مهمترین وقایع مربوط به خاتمه جنگ در قاره اروپا بود.
به دنبال شکست آلمان در نبرد آردنن و ورود نیروهای ارتش سرخ به حومهٔ برلین، هیتلر در ۳۰ آوریل ۱۹۴۵ و در فورربونکر واقع در برلین، خودکشی کرد. اوا براون، همسر یک روزه هیتلر نیز همزمان با او، با خوردن سیانور، خودکشی نمود. او پیش از آن و در سخنرانی‌اش در ۲۲ آوریل اعلام کرده بود که تا پایان در برلین مانده و سپس به خودش شلیک خواهد کرد.
با توجه به وصیت‌نامه شخصی و سیاسی آدولف هیتلر، اجساد آن دو بعدازظهر همان روز از خروجی اضطراری پناهگاه خارج و با استفاده از بنزین، در باغ صدارت عظمای رایش به آتش کشیده شد. مدارک موجود در بایگانی‌های شوروی نشان می‌دهد که باقی‌ماندهٔ اجساد سوختهٔ آن دو جمع‌آوری و تا سال ۱۹۴۶ در مکانی نگهداری شده‌است. در سال ۱۹۴۶، این اجساد در جعبه‌های چوبی قرار داده شده و تا سال ۱۹۷۰، در همان مکان نگهداری شدند. در سال ۱۹۷۰، این اجساد را نبش قبر کردند، در کوره سوزاندند و خاکسترهایشان را پراکنده کردند.
به جز نظریهٔ خودکشی با شلیک به شقیقه، نظرات متفاوت دیگری هم دربارهٔ دلیل مرگ او وجود دارد. یکی از این نظریه‌ها بیان می‌کند که او صرفاً بر اثر سم درگذشته و نظر دیگری ادعا دارد که او در هنگام گاز گرفتن کپسول سیانور، با گلوله، خودکشی کرده‌است. مورخان معاصر، این نظرات را رد کرده‌اند و تصور می‌کنند که این نظریه‌ها یا پروپاگاندای شوروی هستند یا تلاشی ازپیش‌برنامه‌ریزی‌شده برای انطباق نتیجه‌گیری‌های متفاوت می‌باشند. یکی از شاهدان عینی، بیان کرده که جنازه هیتلر نشانه‌هایی از شلیک در دهان داشته؛ اما مدارک خلاف این را نشان می‌دهد. دندان‌های جسد هیتلر، با نمونهٔ دندان وی که در سال ۱۹۴۵ گرفته شده بود، مطابقت داشتند. به دلایل سیاسی، شوروی نسخه‌های گوناگونی از سرنوشت هیتلر را معرفی کرد. در سال‌های پس از جنگ، آن‌ها فرضیهٔ زنده بودن هیتلر، فرار او و تحت پوشش قرار گرفتنش توسط متفقین را مطرح کردند.

## نقش هیتلر در آلمان نازی
آدولف هیتلر در سال ۱۹۳۳ میلادی، با تصاحب مقام صدر اعظمی آلمان، به قدرت رسید و در سال ۱۹۳۴، به پیشوای آلمان نازی تبدیل شد. دوران حکومت او از ۱۹۳۳ تا ۱۹۴۵ به طول انجامید. در این دوران آلمان در ۱ سپتامبر ۱۹۳۹ به لهستان حمله کرد و در پاسخ و با اعلان جنگ بریتانیا و فرانسه علیه این کشور در ۳ سپتامبر ۱۹۳۹، جنگ جهانی دوم آغاز شد. تحت رهبری هیتلر و سیاست‌هایی با انگیزه‌های نژادپرستانه، سازمان اس‌اس در آلمان نازی باعث مرگ حداقل ۱۱ میلیون غیرنظامی، از جمله ۵٫۵ تا ۶ میلیون یهودی و بین ۲۰۰٬۰۰۰ تا ۱٬۵۰۰٬۰۰۰ کولی، شد.

## وضعیت آلمان در ماه‌های پایانی جنگ جهانی دوم
در فاصلهٔ ژوئن تا اوت ۱۹۴۴، نبرد نرماندی برای آزادسازی فرانسه از اشغال آلمان درگرفت و به شکست آلمان منجر شد. در ۱۶ دسامبر ۱۹۴۴، آلمان آخرین تلاش خود را انجام داد تا با استفاده از بخش اعظم نیروهای باقی‌مانده‌اش، ضدحمله‌ای بزرگ در جبههٔ غربی، در آردنن و مرز آلمان-فرانسه ترتیب دهد و بین نیروهای متفقین فاصله ایجاد کند. هدف نهایی، محاصرهٔ بخش اعظم نیروهای متفقین و تسخیر بندر تدارکات اصلی آن‌ها در آنتورپ بود تا یک توافق سیاسی به‌سرعت حاصل شود. تا ژانویهٔ ۱۹۴۵، این حمله بدون این‌که به هیچ‌یک از اهداف راهبردی خود برسد، شکست خورد. پس از آن، آلمان در آستانهٔ فروپاشی کامل نظامی قرار گرفت. لهستان به دست ارتش سرخ شوروی افتاده بود و آنها با هدف تسخیر برلین، پایتخت آلمان، در حال پیشروی به غرب بودند. نیروهای بریتانیایی و کانادایی، در حال گذر از راین به سمت قلب صنعتی آلمان، منطقه رور، بودند. نیروهای آمریکایی در جنوب، لورن را تصرف کرده بودند و به‌سمت ماینتس، مانهایم و راین حرکت می‌کردند. نیروهای آلمانی در ایتالیا به‌سمت شمال عقب‌نشینی می‌کردند؛ چراکه نیروهای آمریکا و اتحادیه کشورهای مشترک‌المنافع، در جریان نبرد فصل بهار آن‌ها را تحت فشار قرار داده بودند تا بتوانند به‌سمت رود پو و کوهپایه‌های آلپ حرکت کنند.
حدود ۳۲۵٬۰۰۰ نفر از سربازان گروه ارتش ب آلمان، در ۱۸ آوریل تسلیم و اسیر شدند. این واقعه راه را برای نیروهای آمریکایی باز کرد تا به برلین برسند. تا ۱۱ آوریل، آمریکایی‌ها از رود البه در فاصلهٔ ۱۰۰ کیلومتر (۶۲ مایل) برلین رد شدند. تا ۱۶ آوریل، نیروهای شوروی در شرق از اودر گذشتند و نبردی را بر سر ارتفاعات زی‌لو، آخرین خط دفاعی اصلی که از اطراف برلین حفاظت می‌کرد، آغاز کردند. تا ۱۹ آوریل، آلمانی‌ها کاملاً از ارتفاعات زی‌لو عقب‌نشینی کردند و خط مقدمی نداشتند. توپخانه شوروی، برلین را نخستین بار در ۲۰ آوریل، زادروز هیتلر، زیر آتش گرفت. تا غروب ۲۱ آوریل، تانک‌های ارتش سرخ به حومهٔ شهر رسیدند.

## روزهای پایانی اقامت در فورربونکر

طرح شماتیکی از فورربونکر^{(راهنما)}

در ۱۶ ژانویهٔ ۱۹۴۵، هیتلر به فورربونکر واقع در برلین پناه برد. برای رهبران نازی روشن بود که نبرد برلین ممکن است آخرین نبرد در اروپا باشد. هیتلر در کنفرانس بحث دربارهٔ موقعیت جنگ در بعدازظهر ۲۲ آوریل، هنگامی که باخبر شد فلیکس اشتاینر، ژنرال اس‌اس، از دستورهای دیروزش مبنی بر ضدحمله سرپیچی کرده‌است، دچار حملهٔ عصبی شد. او، با عصبانیت، دربارهٔ خیانت و بی‌کفایتی فرماندهانش، که برای نخستین بار درخصوص شکست جنگ بیانیه‌ای قطعی داده بودند، سخنرانی‌ای طولانی انجام داد و گفت که تا پایان در برلین خواهد ماند و سپس به خودش شلیک خواهد کرد. چند ساعت بعد، او از ورنر هازه، پزشک اس‌اس، دربارهٔ مطمئن‌ترین روش خودکشی پرسید. هازه «روش کلت و سم»، به‌معنای استفاده از یک دوز سیانور همراه با شلیک گلوله را پیشنهاد کرد. فرماندهٔ لوفت‌وافه، رایش‌مارشال هرمان گورینگ، پس از اطلاع از موضوع، با توجه به این که هیتلر در سال ۱۹۴۱ او را به‌عنوان جانشین خود معرفی کرده بود، در پیامی تلگرافی برای رهبری رایش از هیتلر اجازه گرفت. منشی هیتلر، مارتین بورمان، هیتلر را متقاعد کرد که گورینگ در حال آماده‌شدن برای یک کودتاست. او در پاسخ به گورینگ گفت که اگر از تمام مقام‌هایش استعفا ندهد، اعدام خواهد شد و چند ساعت بعد او را از تمام مقام‌هایش برکنار کرد و دستور بازداشتش را داد.

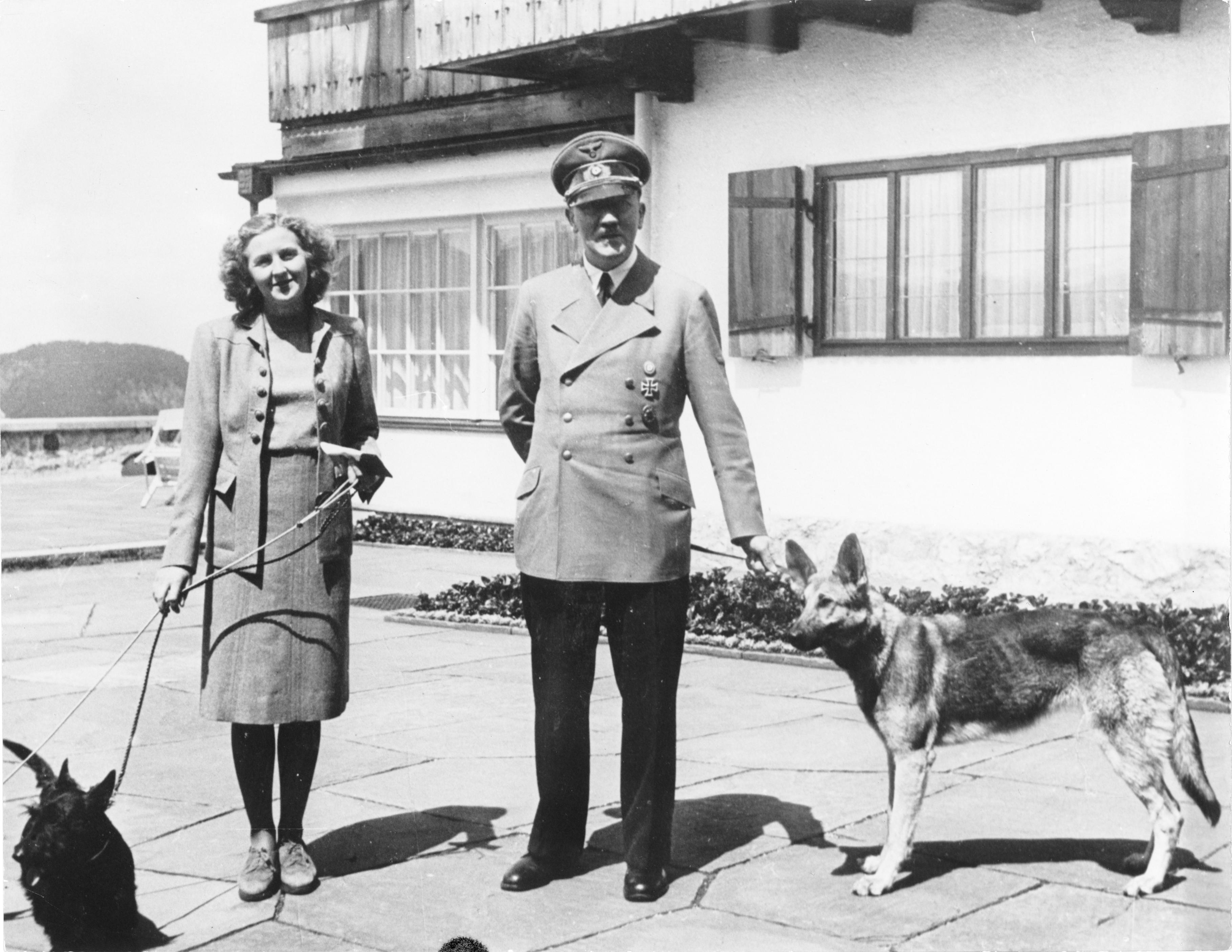
اوا براون و هیتلر، همراه با بلوندی؛ ژوئن ۱۹۴۲

در ۲۷ آوریل، با جدا شدن برلین از دیگر بخش‌های آلمان، ارتباطات امن رادیویی با نیروهای مدافع هم قطع شد. مسئول رساندن دستورها در پناهگاه، ناچار بود برای فرستادن دستورها از خطوط تلفن و برای دریافت اخبار و اطلاعات از رادیوی معمولی استفاده کند. در ۲۸ آوریل، هیتلر گزارشی از بی‌بی‌سی دریافت کرد که در اصل از رویترز فرستاده شده بود. این گزارش بیان می‌کرد که رایشسفورر-اس‌اس هاینریش هیملر، به متفقین پیشنهاد تسلیم‌شدن داده‌است. این پیشنهاد رد شد. هیملر به متفقین ضمانت داد که او امکان تسلیم‌کردن نیروها را دارد. اما هیتلر به این خیانت پی برد. بعدازظهر همان روز، غضب و تلخی هیتلر به خشمی شدید نسبت به او تبدیل شد و دستور بازداشتش را داد. به دستور او هرمان فگلاین، نمایندهٔ هیملر نیز اعدام شد.
تا این زمان، ارتش سرخ به پوتسدامر پلاتس رسیده و تمام شواهد حاکی از فرایند آماده‌شدن این ارتش برای یورش به مقر صدارت عظمی بود. بعدازظهر ۲۹ آوریل، هیتلر متوجه شد که متحدش، بنیتو موسولینی، نخست‌وزیر پادشاهی ایتالیا، توسط پارتیزان‌های ایتالیایی اعدام شده‌است. جسد موسولینی و معشوقه‌اش، کلارا پتاچی، از پاهایشان آویزان شده‌بود. این اجساد سپس پایین آورده و به آب انداخته شدند. در آن زمان، مخالفان ایتالیایی آنان را مورد تمسخر قرار دادند. این وقایع ممکن است هیتلر را مصمم کرده باشد که اجازهٔ تبدیل شدن خود یا همسرش به یک «منظره» را ندهد؛ همچنان که وی پیش از آن در وصیت‌نامه‌اش به این موضوع اشاره کرده بود.
به‌دلیل شک هیتلر در مورد تأثیر کپسول‌های سیانور ساخته‌شده توسط پزشک اس‌اس، دکتر لودویگ اشتومپفگر، وی به دکتر هاز دستور داد تا یکی از کپسول‌ها را روی بلوندی، سگ هیتلر، آزمایش کند. بلوندی در نتیجهٔ این آزمایش جان سپرد. این گزارش، به‌همراه خیانت هیملر، باعث شد که هیتلر آخرین تصمیمات زندگی‌اش را بگیرد. پس از نیمه‌شب ۲۹ آوریل، او با اوا براون در یک مراسم مختصر در اتاق نقشهٔ فورربونکر ازدواج کرد. هیتلر سپس مراسم شام عروسی ساده‌ای را با حضور همسر تازه‌اش برگزار کرد. پس از آن، منشی‌اش تراودل یونگه را به اتاق دیگری برد و آخرین وصیت‌ها و توصیه‌هایش را به او دیکته کرد. این وصیت‌نامه حاوی دستورالعمل‌هایی بود که باید بلافاصله پس از مرگش انجام می‌شدند. او دریابد اعظم کارل دونیتس را به‌عنوان رئیس‌جمهور رایش و یوزف گوبلس را به‌عنوان صدراعظمش تعیین کرد. هیتلر این مدارک را در ساعت ۰۴:۰۰ امضا کرده و سپس به خواب رفت. برخی منابع روایت کرده‌اند که او آخرین وصیت‌نامه‌اش را بلافاصله پیش از مراسم عروسی دیکته کرد.
برای کمتر از ۴۰ ساعت، هیتلر و براون در پناهگاه در کنار هم به‌عنوان زن و شوهر زندگی کردند. ساعت ۱ بامداد ۳۰ آوریل، ژنرال ویلهلم کایتل گزارش داد که تمام نیروهایی که هیتلر برای نجات برلین رویشان حساب باز کرده بود، محاصره شده یا در موضع ضعف قرار گرفته‌اند. در حدود ساعت ۲:۳۰ بامداد، هیتلر وارد راهرو شد؛ حدود ۲۰ نفر، که عمدتاً زن بودند، در راهرو جمع شده و قصد خداحافظی داشتند. او در امتداد صف آنان قدم زد، با همهٔ آنان دست داد و سپس به اتاقش برگشت. اواخر صبح و هنگامی که ارتش سرخ کمتر از ۵۰۰ متر تا پناهگاه فاصله داشت، هیتلر با ژنرال هلموت وایدلینگ، فرماندهٔ محدودهٔ دفاعی برلین، دیدار کرد. او به هیتلر گفت که ممکن است مهمات پادگان همان شب به اتمام برسد و نبرد برلین به‌ناچار تا ۲۴ ساعت پس از آن به پایان خواهد یافت. وایدلینگ از هیتلر اجازهٔ حملهٔ ناگهانی به دشمن را خواست؛ این درخواست او پیش از این یک بار توسط هیتلر رد شده بود. هیتلر پاسخی نداد و وایدلینگ به مقر خود در بندلربلاک بازگشت. حدود ساعت ۱۳:۰۰، او اجازه‌نامهٔ هیتلر را برای انجام یک حملهٔ ناگهانی در همان شب دریافت کرد. هیتلر، دو منشی و آشپز شخصی‌اش ناهار خورده و پس از آن، هیتلر و براون با اعضای فورربونکر و دیگر افراد حاضر در محل، از جمله بورمان، گوبلس و خانواده‌اش، منشی‌ها و چند افسر خداحافظی کردند. در حدود ساعت ۱۴:۳۰، هیتلر و اوا براون به اتاق مطالعهٔ شخصی پیشوا رفتند.

## خودکشی

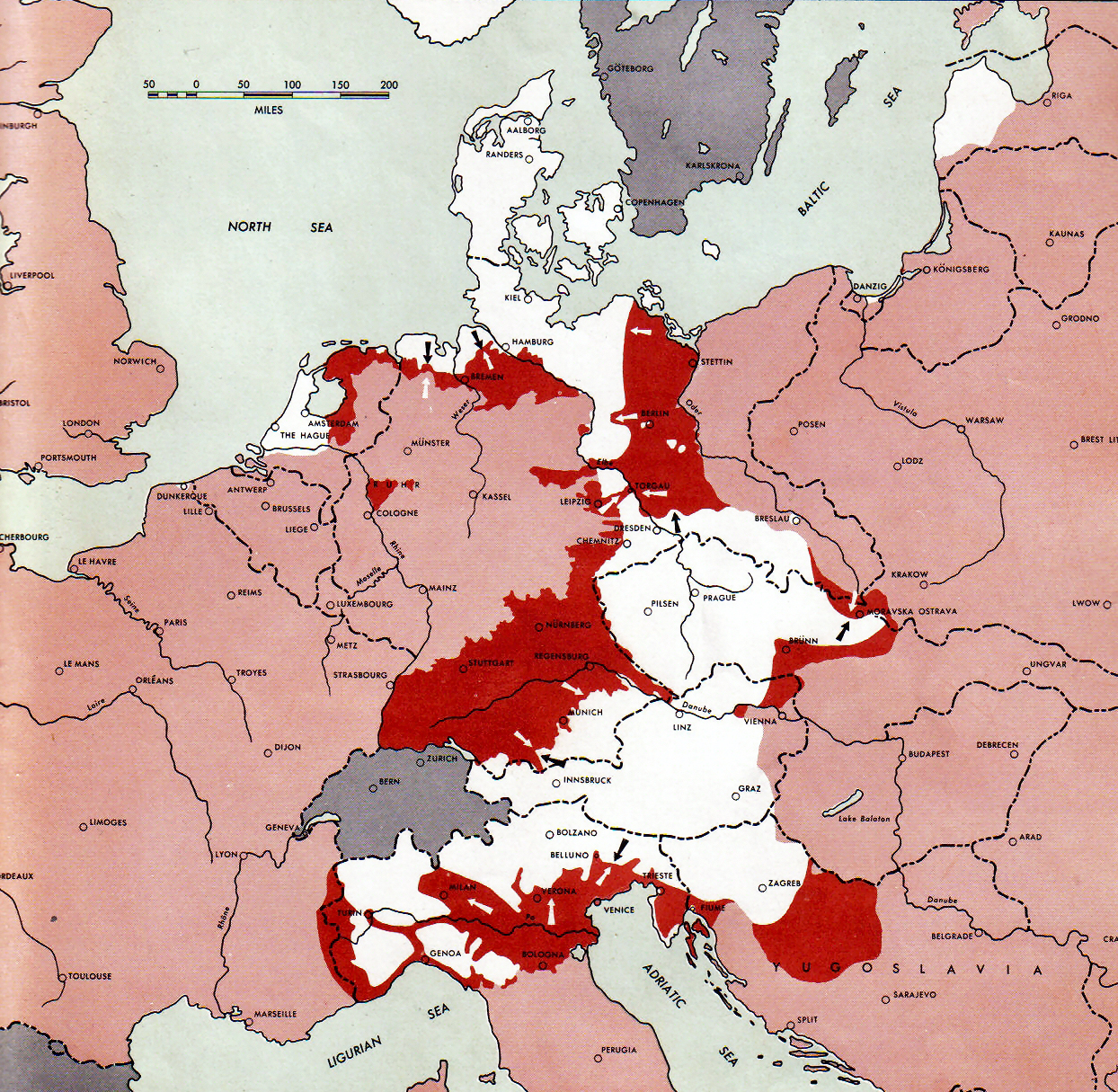
وضعیت نیروهای متخاصم اروپایی جنگ جهانی دوم هنگام مرگ هیتلر. نواحی سفید توسط نیروهای نازی و نواحی صورتی توسط متفقین کنترل می‌شدند و نواحی قرمز نشان‌دهندهٔ پیشروی‌های نیروهای متفقین از ۱۵ آوریل تا ۱ مهٔ ۱۹۴۵ میلادی هستند.

پس از آن، چندین شاهد گزارش دادند که صدای بلند شلیک یک گلوله را در حدود ساعت ۱۵:۳۰ شنیده‌اند. پس از چند دقیقه، پیش‌خدمت مخصوص هیتلر، هاینتس لینگه، درِ اتاق مطالعه را در حالی که بورمان در کنارش ایستاده بود، باز کرد. لینگه بعداً بیان داشت که او بلافاصله متوجه رایحهٔ بادام سوخته شده بود؛ رایحه‌ای که معمولاً در حضور اسید پروسیک (حالت محلول هیدروژن سیانید) منتشر می‌شود. دستیار نظامی هیتلر، اس‌اس-اشتورمبانفورر اتو گونشه، وارد اتاق مطالعه شده و دو جسد بی‌جان را روی مبل دید. اوا، زانوانش را در بغل گرفته و در سمت چپ هیتلر، دور از او افتاده بود. گونشه بیان کرده که هیتلر «نشسته بود … غرق در خون … و قطره‌های خون از شقیقهٔ راستش می‌چکید. او با کلتش، یک والدر پی‌پی‌کا ۷٫۶۵، به خودش شلیک کرده بود.» اسلحه روی پایش افتاده و با توجه به گفته‌های اس‌اس-اوبرشارفورر روخوس میش، سر هیتلر روی میز روبه‌رویش افتاده بود. خون از شقیقهٔ راست و چانهٔ هیتلر می‌چکید و لکهٔ بزرگی را روی دستهٔ راست مبل ایجاد کرده، در حال ریختن روی فرش بود. با توجه به گفته‌های لینگه، بدن اوا اثری از زخم فیزیکی نداشته و چهره‌اش نشان‌دهندهٔ مرگ او بر اثر سم سیانور بوده‌است. گونشه و اس‌اس-بریگادفورر ویلهلم مونکه «به‌وضوح» بیان کرده‌اند که هیچ‌کدام از خارجی‌ها و افرادی که در پناهگاه کار می‌کرده و وظیفه‌ای داشته‌اند، در زمان مرگ (بین ۱۵:۰۰ و ۱۶:۰۰) به اتاق نشیمن شخصی هیتلر «هیچ‌گونه دسترسی نداشته‌اند.»
نظریه‌هایی در مورد انجام‌شدن خودکشی با سیانور یا با سیانور و گلوله ارائه شده‌است. با این وجود، مورخان معاصر، این نظرات را رد کرده‌اند و تصور می‌کنند که این نظریه‌ها، یا پروپاگاندای شوروی هستند یا تلاشی ازپیش‌برنامه‌ریزی‌شده برای انطباق نتیجه‌گیری‌های متفاوت می‌باشند. آرتور آکسمان هم بیان کرده که جسد هیتلر نشانه‌هایی از شلیک در دهان داشته؛ اما مدارک خلاف این را نشان می‌دهند.
گونشه اتاق مطالعه را ترک کرده و اعلام می‌کند که هیتلر جان سپرده‌است. با توجه به دستورالعمل‌های شفاهی و کتبی پیشین هیتلر، دو جسد از خروجی اضطراری پناهگاه به باغ پشت صدارت عظمای رایش برده شده و با بنزین سوزانده شدند. میش، مرگ هیتلر را به فرانتس شدله گزارش داد و به باجهٔ تلفن رفت. مدتی بعد، او از همان‌جا با شخصی تماس گرفته و با فریاد گفت که جسد هیتلر در حال سوختن است. پس از جواب ندادن نخستین تلاش برای آتش‌زدن با بنزین، لینگه به داخل پناهگاه رفته و با یک دستهٔ ضخیم کاغذ بازگشت. بورمان کاغذها را آتش زده و روی جسدها انداخت. همزمان با شعله‌ور شدن دو جسد، گروهی شامل بورمان، گونشه، لینگه، گوبلس، اریش کمپکا، پتر هوگل، اوالد لیندلف و هانس ریسر، همان‌طور که در درگاه پناهگاه ایستاده بودند، دستانشان را به نشانهٔ درود فرستادن بلند کردند.
در حدود ساعت ۱۶:۱۵، لینگه به اس‌اس-اونتراشتورمفورر هاینز کروگر و اس‌اس-اوبراشارفیرر ورنر اشچیدل دستور جمع‌کردن فرش اتاق مطالعهٔ هیتلر و سوزاندن آن را داد. اشچیدل بعداً بیان کرد که در هنگام ورود به اتاق مطالعه، حجمی از خون به اندازهٔ یک «بشقاب بزرگ ناهارخوری» را روی دستهٔ مبل دیده‌است. او با مشاهدهٔ پوکهٔ فشنگ، خم شده و پوکهٔ ۱ میلی‌متری شلیک‌شده از کلت ۷٫۶۵ را از روی فرش برمی‌دارد. این دو نفر، فرش خون‌آلود را جمع کرده و آن را به باغ صدارت عظمی بردند؛ جایی که فرش روی زمین گذاشته شده و سوزانده شد.
شوروی، در طول بعدازظهر، تمام ناحیهٔ درون و اطراف صدارت عظمای رایش را محاصره کرد. نگهبانان اس‌اس برای ادامه‌یافتن سوختن اجساد، بنزین اضافی آوردند. لینگه بعداً بیان کرد که آتش کاملاً جسدها را نابود نکرده؛ چرا که اجساد در فضای باز سوخته و پخش گرما متغیر بوده‌است. اجساد از ساعت ۱۶:۰۰ تا ۱۸:۳۰ سوختند. در حدود ساعت ۱۸:۳۰، لیندلف و ریسر باقی‌ماندهٔ دو جسد را در دهانهٔ کم‌عمق یک بمب قرار دادند.

## پس از واقعه
نخستین گزارش به دنیای بیرون دربارهٔ مرگ هیتلر، از سوی خود آلمان‌ها منتشر شد. در ۱ مه، ایستگاه رادیویی رایش‌اس‌اس‌اندر هامبورگ برنامه‌های معمولش را به‌هم زد تا خبر مرگ هیتلر در بعدازظهر را پخش کرده و جانشین وی، رئیس‌جمهور کارل دونیتس، را معرفی کند. هیتس مردم آلمان را به سوگواری برای پیشوایشان فراخواند و اعلام کرد که او همچون یک قهرمان در هنگام دفاع از پایتخت رایش درگذشته است. با امید حفظ ارتش و کشور با عقد وضعیت تسلیم مشروط با بریتانیا و آمریکا، هیتس اجازهٔ عقب‌نشینی به غرب را داد. تاکتیک او تا حدودی موفق بود؛ چرا که ۱٫۸ میلیون سرباز آلمانی را از خطر اسارت توسط ارتش سرخ نجات داد، اما با ادامه‌یافتن نبرد نیروها تا ۸ مهٔ، باعث خون‌ریزی بسیار شد. مرگ وی پایان رایش سوم و آغاز شکست قطعی آلمان نازی در جنگ جهانی دوم، و از مهم‌ترین وقایع مربوط به خاتمه جنگ در قاره اروپا بود.
ژنرال آلمانی هانس کربس با ژنرال شوروی، واسیلی چویکف، اندکی قبل از ساعت ۰۴:۰۰ در ۱ مهٔ ملاقات کرد و خبر مرگ هیتلر را در حالی که برای برقراری آتش‌بس و شروع «مذاکرات صلح» تلاش می‌کرد، به او داد. ژوزف استالین در حدود ساعت ۰۴:۰۵ به وقت برلین، ۱۳ ساعت پس از واقعه، از خودکشی هیتلر مطلع شد. او تسلیم بی‌قیدوشرط را طلب کرد که از اختیارات کربس خارج بود. استالین درخواست تأیید مرگ هیتلر را داشت و به نیروهای اسمرش ارتش سرخ دستور پیداکردن اجساد را داد. در صبح زود ۲ مه، نیروهای شوروی صدارت عظمای رایش را تسخیر کردند. ژنرال کربس و ژنرال ویلهلم بورگدورف، در فورربونکر با شلیک گلوله به سر اقدام به خودکشی کردند.
در ۴ مه، اجساد کاملاً سوختهٔ هیتلر، براون و دو سگ، که تصور می‌شود بلوندی و جفت ماده‌اش، وولف باشند، توسط فرماندهٔ اسمرش، ایوان کلیمنکو، در دهانهٔ یک بمب کشف شدند. روز بعد، آن‌ها نبش قبر شده و مخفیانه به بخش ضدجاسوسی اسمرش در ارتش تهاجمی سوم مستقر در بوخ تحویل داده شدند. استالین خبر مرگ هیتلر را به‌سادگی نپذیرفت و انتشار خبر را ممنوع کرد. تا ۱۱ مه، بخشی از یک فک پایین و قطعات دندان توسط دستیار هوگو بلاشکه، دندان‌پزشک هیتلر، کیث هوسرمان، و یکی از متخصصان دندان‌پزشکی به نام فریتس اچمان شناسایی شده و متعلق به هیتلر و براون شناخته شدند. جزئیات کالبدشکافی شوروی در سال ۱۹۶۸ عمومی شده و در سال ۱۹۷۲ برای تأیید هویت جسد هیتلر در دانشگاه کالیفرنیا واقع در لس آنجلس به‌کار رفت.
در اوایل ژوئن ۱۹۴۵، جسدهای هیتلر، براون، جوزف و ماگدا گوبلس، شش فرزند گوبلس، کربس، بلوندی و یک سگ دیگر، از بوخ به فینو منتقل شدند؛ محلی که دفن‌کنندگان هیتلر هویت جسدش را بازتأیید کردند. در ۳ ژوئن، اجساد در جنگلی واقع در براندنبورگ دفن شده و در نهایت، نبش قبر شده و به مرکز تازهٔ نیروهای اسمرش در ماگدبورگ منتقل شدند. در ۲۱ فوریهٔ ۱۹۴۶ و در همین محل، آن‌ها در پنج جعبهٔ چوبی دفن شدند. تا سال ۱۹۷۰، این مرکز تحت کنترل کاگ‌ب بود و قرار بود که به آلمان شرقی واگذار شود. نگرانی‌هایی دربارهٔ عمومی‌شدن مدفن هیتلر وجود داشت؛ چرا که چنین محلی ممکن بود به نوعی زیارتگاهی برای نئونازی‌ها تبدیل شود. یوری آندروپوف، رئیس کاگ‌ب، با درنظرگرفتن همین نگرانی‌ها، دستور انجام عملیاتی به‌منظور نابودسازی اجساد دفن‌شده در ۱۹۴۶ را صادر کرد. گروهی از کاگ‌ب، جزئیاتی دربارهٔ محل دفن را دریافت کرده و در ۴ آوریل ۱۹۷۰، مخفیانه باقی‌ماندهٔ ۱۰ یا ۱۱ جسد را «در حالتی عمیقاً فروپاشی‌شده» نبش قبر کردند. این اجساد کاملاً سوخته و له شدند و خاکسترهایشان در رود بیدریتس، انشعابی از رود البه، که در همان نزدیکی جریان داشت، ریخته شد.
در ۲۹ دسامبر ۱۹۴۹، پرونده‌ای محرمانه به استالین ارائه شد که بر پایهٔ بازجویی‌های تمام‌وکمال از نازی‌های حاضر در فورربونکر، و از جمله گونشه و لینگه، به دست آمده بود. مورخان غربی از سال ۱۹۹۱ به بایگانی‌های اتحاد جماهیر شوروی پیشین دست یافتند، اما این پرونده به‌مدت ۱۲ سال یافت نشد. در سال ۲۰۰۵، پرونده در کتاب هیتلر منتشر شد.
در سال ۱۹۶۸، لو بزیمنسکی، خبرنگار شوروی، کتابش با نام مرگ آدولف هیتلر منتشر کرد. این کتاب حاوی جزئیات کالبدشکافی هم بود. مدتی بعد، او وجود «دروغ‌های عمدی» در اثرش، همچون مرگ هیتلر بر اثر مسمومیت یا تیر خلاص، را تأیید کرد.

## فرضیهٔ زنده‌ماندن و فرار

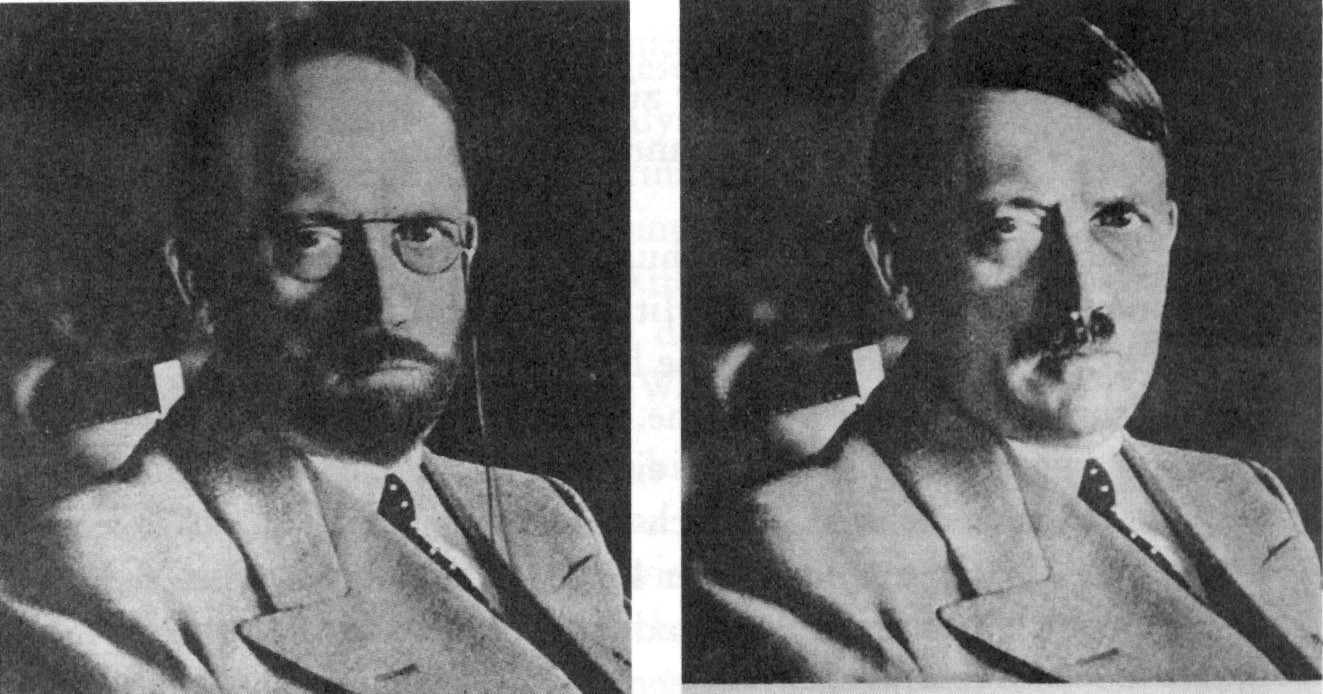
تصویری طراحی‌شده از نحوهٔ فریب احتمالی هیتلر برای جلوگیری از دستگیرشدن؛ ساختهٔ سرویس مخفی ایالات متحده آمریکا، ۱۹۴۴

با وجود باور عمومی مبنی بر مرگ هیتلر و اوا براون در فورربونکر، فرضیاتی مبنی بر زنده‌بودن و فرار آنان از آلمان و اروپا وجود دارد. علی‌رغم بازتاب این فرضیه‌ها در فرهنگ عامه، مورخان و دانشمندان آن‌ها را رد و مرگ آن دو را تأیید کرده‌اند.
چنین فرضیه‌هایی به‌عنوان بخشی از تلاش‌های شوروی در جهت گمراه‌سازی در خصوص مرگ هیتلر شناخته می‌شوند. مارشال گئورگی ژوکوف نخستین بار در یک نشست خبری در ۹ ژوئن ۱۹۴۵ به دستور ژوزف استالین چنین مسئله‌ای را مطرح کرد. استالین در کنفرانس پوتسدام در ژوئیهٔ ۱۹۴۵ گفت که هیتلر «در اسپانیا یا آرژانتین» زندگی می‌کند. با وجود توافق نظر مورخان و نتیجه‌گیری متفقین مبنی بر خودکشی هیتلر، چندین تئوری توطئه پیرامون مرگ او به وجود آمده‌است.

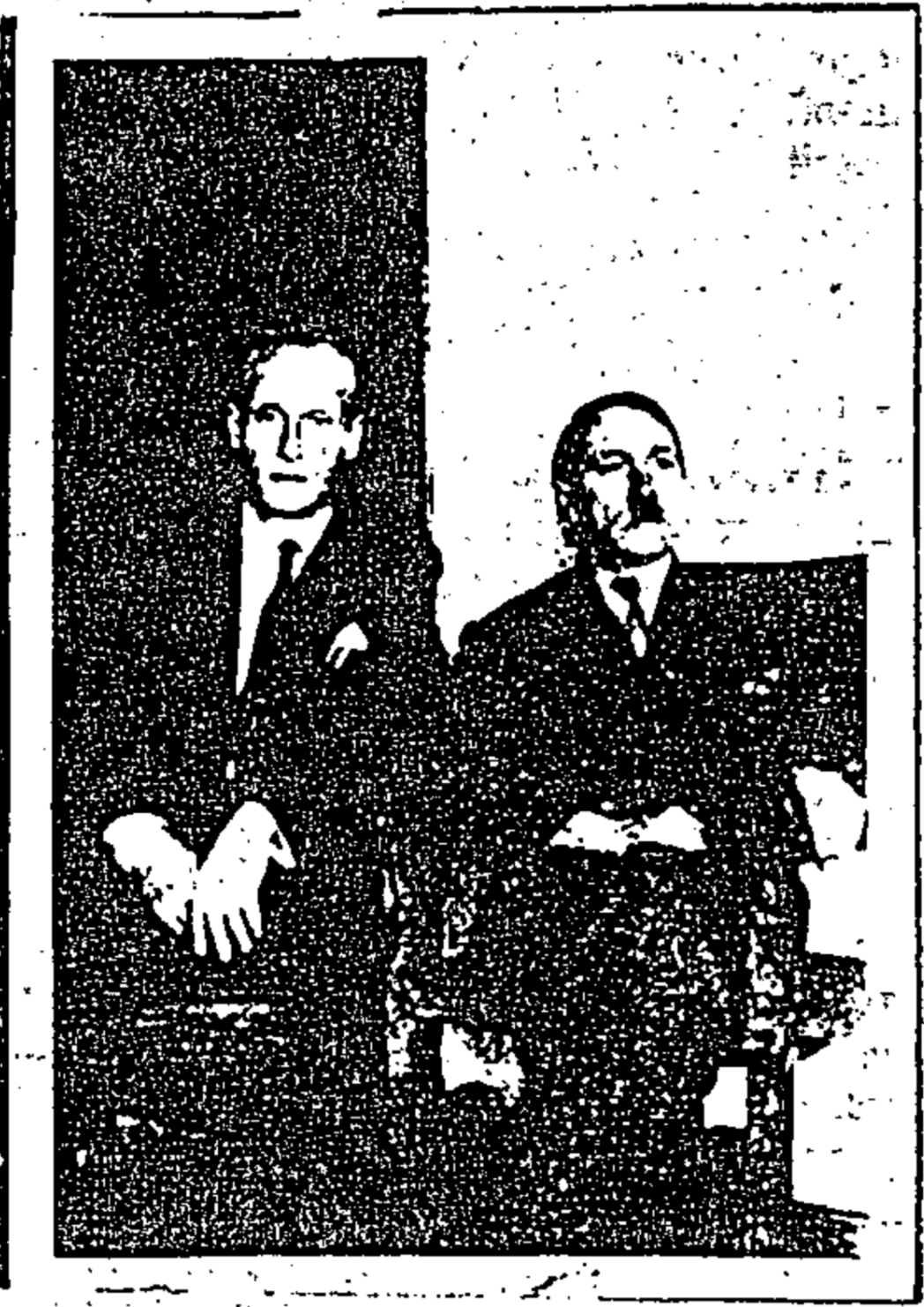
تصویر مورد ادعای سرباز خودخواندهٔ اس‌اس؛ از یک سند سیا

به دلایلی آمیخته با سیاست، شوروی نسخه‌های گوناگونی از سرنوشت هیتلر را منتشر کرد. زمانی که در ژوئیه ۱۹۴۵ از استالین دربارهٔ نحوهٔ مرگ هیتلر پرسیده شد، او پاسخ داد که هیتلر «در اسپانیا یا آرژانتین» زندگی می‌کرده‌است. در نوامبر ۱۹۴۵، دیک وایت، رئیس وقت ضدجاسوسی در بخش بریتانیای برلین، مأمور هاف ترور-روپر را برای تحقیق و رد ادعاهای شوروی فرستاد. گزارش وی در سال ۱۹۴۷ و با عنوان آخرین روزهای هیتلر منتشر شد. در سال‌های پس از جنگ، شوروی ادعا کرد که هیتلر نمرده، بلکه فرار کرده و توسط متفقین سابق پناه داده شده‌است.
در ۳۰ مهٔ ۱۹۴۶، مأموران وزارت امور داخلی روسیه، دو تکه از جمجمه‌ای یافت‌شده در محل دفن هیتلر را پیدا کردند. استخوان آهیانه چپ با شلیک گلوله آسیب دیده بود. این تکه تا سال ۱۹۷۵ ثبت نشد و در سال ۱۹۹۳ در بایگانی‌های روسیه پیدا شد. در سال ۲۰۰۹، آزمایش‌های ژنی و قانونی روی قطعه‌ای کوچک که از یک تکه جمجمه که مقامات شوروی آن را متعلق به هیتلر می‌دانستند انجام شد. با توجه به گزارش‌های محققان آمریکایی، در آزمایش‌های آنان مشخص شده که این جمجمه، متعلق به یک زن بوده و بررسی مفاصل رشته‌ای وی نشان‌گر عمر کمتر از ۴۰ سال این زن بود.
در اواخر دههٔ ۱۹۴۰ و ۱۹۵۰ میلادی، اف‌بی‌آی و سیا مدارک فراوانی از حالت‌های احتمالی زنده بودن هیتلر جمع‌آوری کردند، اما هیچ‌کدام از این منابع معتبر نبودند. از اوایل دههٔ ۲۰۱۰، این مدارک تحت سند افشای جرایم جنگی نازی‌ها به‌مرور و به‌صورت برخط منتشر می‌شوند. محرمانه‌بودن این تحقیقات، آغازگر چندین تئوری توطئه بوده‌است. اسناد منتشرشدهٔ اف‌بی‌آی حاوی فرضیاتی پیرامون فرار هیتلر و مشاهدهٔ او توسط دیگران است؛ هرچند اف‌بی‌آی این اسناد را تأییدناپذیر دانسته‌است.
آثاری مثل کتاب گرگ خاکستری: فرار آدولف هیتلر، فرضیهٔ فرار هیتلر و براون به آرژانتین را مطرح می‌کنند. سناریوی مطرح‌شده در این کتاب بیان می‌کند که گروه خاصی از نازی‌ها با چندین او-بوت به آرژانتین رفته و تحت حمایت رئیس‌جمهور آیندهٔ این کشور، خوآن پرون و همسرش اوا پرون، که به‌ادعای کتاب از طرف نازی‌ها حمایت مالی شده‌اند، قرار می‌گیرند. هیتلر و براون چندین بار جابه‌جا شده و هیتلر در فوریهٔ ۱۹۶۲ می‌میرد. چندین مورخ این ادعا را رد کرده‌اند.
شبکهٔ هیستوری مجموعه‌ای با عنوان شکار هیتلر پخش کرده و ادعا می‌کند که به اسنادی محرمانه مبنی بر فرار هیتلر از آلمان به شمال آمریکا با استفاده از او-بوت دست یافته‌است. در این مستند آمده که هیتلر و دیگر نازی‌ها در آن‌جا «رایش چهارم» را تشکیل می‌دهند. با این وجود، ریچارد جی. ایوانز این ادعاها را رد کرده‌است.
در یکی از اسناد منتشرشدهٔ سازمان سیا ذکر شده که یکی از سربازان خودخواندهٔ اس‌اس با نام فیلیپ سیتروئن ادعای زنده‌بودن هیتلر را داشته و بیان کرده که «در حدود ژانویهٔ ۱۹۵۵، او کلمبیا را به مقصد آرژانتین ترک کرده‌است». تصویری هم به‌همراه این سند منتشر شده که عبارت «آدولف شریتلمایور» و سال ۱۹۵۴ بر پشت آن نوشته شده‌است.

## در فرهنگ عامه
آخرین روزهای هیتلر در چندین فیلم و مجموعهٔ تلویزیونی مورد توجه قرار گرفته‌اند. نخستین بار، گئورگ ویلهلم پابست در ده روز آخر فیلمی دربارهٔ روزهای منتهی به مرگ هیتلر تهیه کرد. فیلم بعد، اثری از یوری اوزرو و آخرین قسمت از مجموعهٔ آزادی ساخت شوروی بود. مرگ آدولف هیتلر با بازی فرانک فینلی و هیتلر: ده روز آخر اثر انیو د کونچینی، نخستین آثار غربی دربارهٔ روزهای آخر هیتلر بودند. پناهگاه هم فیلمی آمریکایی بود که بر پایهٔ رمانی به همین نام ساخته شده‌بود. در سال ۲۰۰۴، فیلم سقوط با کارگردانی الیور هرشبیگل عرضه شده و نامزد دریافت جایزه اسکار شد.

### راهنمای نقشه
1. دیوار حفاظتی با قطر ۲٫۲ متر
2. اتاق تهویه (نامطمئن)
3. رخت‌کن
4. خروجی راه‌پله به باغ
5. اتاق خواب گوبلس
6. اقامت‌گاه پزشک
7. تخت خواب
8. گاوصندوق
9. صندلی
10. میز
11. کمد
12. دفتر گوبلس و اتاق پزشک
13. اتاق همایش
14. اتاق همایش/نقشه
15. تلفن، دفتر بورمان و اتاق نگهبانی
16. ژنراتور/دستگاه تهویه
17. دفتر هیتلر
18. حمام/اتاق تعویض لباس
19. اتاق اوا براون
20. اتاق کنترل برق
21. سرویس بهداشتی
22. راهرو/سالن
23. در (های) گاز (نامطمئن)
24. هال/سالن
25. راه‌پله به طبقهٔ بالا (ووربانکر)
26. میز کار
27. کاناپه
28. پاف مبل
29. اتاق خواب هیتلر
30. اتاق نشیمن هیتلر